# Isola della Scala
Isola della Scala là một đô thị ở tỉnh Verona trong vùng Veneto của Ý. Đô thị này có cự ly khoảng 90 km về phía tây của thành phố Venice và khoảng 20 km về phía đông nam của Verona.
Isola della Scala giáp các đô thị: Bovolone, Buttapietra, Erbè, Nogara, Oppeano, Salizzole, Trevenzuolo, và Vigasio.

## Thành phố kết nghĩa
- Eaubonne, Pháp
- Budenheim, Đức